# Bury Me Dead
Pour plus de détails, voir Fiche technique et Distribution.
Bury Me Dead est un film américain réalisé par Bernard Vorhaus, sorti en 1947.

## Fiche technique
- Titre : Bury Me Dead
- Réalisation : Bernard Vorhaus
- Scénario : Dwight V. Babcock et Karen DeWolf
- Photographie : John Alton
- Musique : Emil Cadkin
- Pays de production : États-Unis
- Format : Noir et blanc - 1,37:1
- Genre : drame
- Durée : 68 minutes
- Date de sortie : 1947

## Distribution
- Cathy O'Donnell : 'Rusty' Carlin
- June Lockhart : Barbara Carlin
- Hugh Beaumont : Michael Dunn
- Mark Daniels : Rod Carlin
- Greg McClure : George Mandley
- Milton Parsons : Waters
- Virginia Farmer : Mme Haskins
- Sonia Darrin (en) : Helen Lawrence
- Cliff Clark (en) : Archer
- John Dehner : Reporter (non crédité)
- Selmer Jackson : Dr Foster (non crédité)
- Cy Kendall : Détective (non crédité)
- Charles Lane : Mr. Brighton (non crédité)